# 간접강제
간접강제(間接強制)란 예를 들면 월말까지 채무를 이행하지 아니하면 그 후 하루에 2천원의 손해배상을 지급하라고 법원이 채무자에게 명하는 강제이행의 방법을 말한다.
민법에는 규정이 없고 민사집행법 제261조의 규정에 의한다. 이 방법은 채무자에게 심리적인 압력을 가하여 이행시키려는 것이므로 주는 채무가 오로지 직접강제에 의해야 할 뿐만 아니라, 하는 채무라도 대체집행이 가능한 경우는 우선 이것에 의한다고 해석되고 있다. 그 위에 타인이 대신해서 이행할 수 없는 불대체적 급부의 경우에도 예술가의 창조 등은 강제하면 정상적인 이행이 되지 않으므로, 유아의 인도 기타 극히 적은 경우 이외는 사용되지 아니한다. 간접강제도 허용하지 않는 채무는 결국 해제라든가 손해배상청구를 하는 수밖에 없다.

## 행정소송법

### 제34조 (거부처분취소판결의 간접강제)
①행정청이 제30조제2항의 규정에 의한 처분을 하지 아니하는 때에는 제1심수소법원은 당사자의 신청에 의하여 결정으로써 상당한 기간을 정하고 행정청이 그 기간내에 이행하지 아니하는 때에는 그 지연기간에 따라 일정한 배상을 할 것을 명하거나 즉시 손해배상을 할 것을 명할 수 있다.
②제33조와 민사집행법 제262조의 규정은 제1항의 경우에 준용한다.[개정 2002.1.26.법률제6627호] 시행일 2002.7.1.

## 판례
- 행정소송법 제38조 제1항이 무효확인 판결에 관하여 취소판결에 관한 규정을 준용함에 있어서 같은 법 제30조 제2항을 준용한다고 규정하면서도 같은 법 제34조는 이를 준용한다는 규정을 두지 않고 있으므로, 행정처분에 대하여 무효확인 판결이 내려진 경우에는 그 행정처분이 거부처분인 경우에도 행정청에 판결의 취지에 따른 재처분의무가 인정될 뿐 그에 대하여 간접강제까지 허용되는 것은 아니라고 할 것이다.[1]
- 거부처분에 대한 취소의 확정판결이 있음에도 행정청이 아무런 재처분을 하지 아니하거나, 재처분을 하였다 하더라도 그것이 종전 거부처분에 대한 취소의 확정판결의 기속력에 반하는 등으로 당연무효라면 이는 아무런 처분을 하지 아니한 때와 마찬가지라 할 것이므로 이러한 경우에는 행정소송법 제30조 제2항, 제34조 제1항 등에 의한 간접강제신청에 필요한 요건을 갖춘 것이다[2]
- 행정소송법 제34조 소정의 간접강제결정에 기한 배상금은 거부처분취소판결이 확정된 경우 그 처분을 행한 행정청으로 하여금 확정판결의 취지에 따른 재처분의무의 이행을 확실히 담보하기 위한 것으로서, 확정판결의 취지에 따른 재처분의무내용의 불확정성과 그에 따른 재처분에의 해당 여부에 관한 쟁송으로 인하여 간접강제결정에서 정한 재처분의무의 기한 경과에 따른 배상금이 증가될 가능성이 자칫 행정청으로 하여금 인용처분을 강제하여 행정청의 재량권을 박탈하는 결과를 초래할 위험성이 있는 점 등을 감안하면, 이는 확정판결의 취지에 따른 재처분의 지연에 대한 제재나 손해배상이 아니고 재처분의 이행에 관한 심리적 강제수단에 불과한 것으로 보아야 하므로, 특별한 사정이 없는 한 간접강제결정에서 정한 의무이행기한이 경과한 후에라도 확정판결의 취지에 따른 재처분의 이행이 있으면 배상금을 추심함으로써 심리적 강제를 꾀할 목적이 상실되어 처분상대방이 더 이상 배상금을 추심하는 것은 허용되지 않는다.[3]